# Лонсхайм
Лонсхайм (нем. Lonsheim) — община в Германии, в земле Рейнланд-Пфальц. 
Входит в состав района Альцай-Вормс. Подчиняется управлению Альцай-Ланд.  Население составляет 572 человека (на 31 декабря 2010 года). Занимает площадь 4,56 км².